# Imposibila iubire
Imposibila iubire este un film românesc din 1984 regizat de Constantin Vaeni. Rolurile principale au fost interpretate de actorii Șerban Ionescu, Amza Pellea, Tora Vasilescu, Valentin Teodosiu și Irina Petrescu.

## Rezumat
Călin Surupăceanu este un băiat muncitor și simplu, pe care inginerul Dan îl convinge să vină „pe șantier” să construiască orașe, una dintre temele predilecte ale filmografiei de dinainte de 1989. Pe drum, Călin o întâlnește și pe cea care îi va deveni soție și, ulterior, sursă a neliniștii și a răzvrătirii împotriva destinului. Avem de-a face cu o viziune realistă asupra poveștii-emblemă a culturii comuniste: tânărul căruia munca pe șantier îi oferă răspunsurile la marile întrebări ale existenței.
„Intre monologul interior si concretizarea lui filmică se observă consensul revelator al unei investigații de o pregnanță imagistică remarcabilă.” - Ioan Lazăr - 1987 (Teme și stiluri cinematografice)

## Distribuție
Distribuția filmului este alcătuită din:
- Șerban Ionescu — tânărul Călin Surupăceanu
- Amza Pellea — inginerul constructor Dan Mihăilescu, directorul șantierului
- Tora Vasilescu — țăranca Maria Petre
- Valentin Teodosiu — șoferul Costică, prietenul lui Călin
- Irina Petrescu — doamna Sorana, actriță pensionară
- Gheorghe Cozorici — noul director al șantierului
- Remus Mărgineanu — Ambrozie Cazaciuc, paznic de noapte la cooperativă, concubinul Mariei
- Valeria Sitaru — dra Nuți, o tânără muncitoare de la Apaca
- Mitică Popescu — meșterul vopsitor
- Magda Catone — chelnerița Iulica
- Petre Nicolae — muncitorul Antim, viitor secretar UTM
- Gheorghe Șimonca — inginerul topometrist Vasile
- Jana Gorea — Ioana Surupăceanu, mama lui Călin
- Constantin Vurtejanu — Mărin Surupăceanu, tatăl lui Călin, confecționer de ciururi
- Dan Puric — Vasilică, colegul lui Călin de la Școala de calificare
- Eusebiu Ștefănescu — Dămăceanu, profesor la Școala de calificare pentru energoelectricieni de la Iași
- Mircea Cosma
- Ruxandra Sireteanu — inginera chimistă Geta Polihroniade, prietena Mariei
- Emil Sassu
- Elena Bog
- Victorița Dobre Timonu
- Mircea Gogan
- Gheorghe Marinescu Goange
- Ștefan Hagimă
- Vasile Hariton
- Aurel Duminică
- Roxana Ionescu
- Ileana Zărnescu
- Gheorghe Mazilu
- Constantin Ghenescu
- Avram Birău
- Bujor Măcrin
- Tudor Stancu
- Cornel Croitoru
- Eugen Popa
- Virgil Cantoriu
- Adrian Drăgușin

## Primire
Filmul a fost vizionat de 2.209.559 de spectatori în cinematografele din România, după cum atestă o situație a numărului de spectatori înregistrat de filmele românești de la data premierei și până la data de 31 decembrie 2014 alcătuită de Centrul Național al Cinematografiei.